# Jerzy Neyman
Jerzy Neyman, rodným jménem Jerzy Spława-Neyman (16. dubna 1894, Tighina, Ruské impérium (dnešní Moldavsko) – 5. srpna 1981, Oakland) byl polský matematik a statistik. Položil základy moderní teoretické statistiky. Představil nové přístupy k testování statistických hypotéz a spolu s Egonem Pearsonem navrhl koncept tzv. nulové hypotézy, který našel uplatnění v genetice, lékařské diagnostice, astronomii i meteorologii.

## Životopis
Narodil se v polské šlechtické rodině. Rodina byla katolická, později se však Neyman označoval za agnostika. V roce 1912 začal studovat na Charkovské univerzitě, kde ho vyučoval ruský odborník na otázky pravděpodobnosti Sergej Natanovič Bernštejn. V roce 1921 se dostal do země svých předků, Polska, v rámci programu repatriace válečných zajatců po polsko-sovětské válce. Získal titul doktor filozofie na Varšavské univerzitě v roce 1924 za dizertaci s názvem "O použití teorie pravděpodobnosti v zemědělství". K jeho učitelům ve Varšavě patřili Wacław Sierpiński a Stefan Mazurkiewicz. Strávil pak pár let v Londýně (University College London) a Paříži, kde spolupracoval s Karlem Pearsonem a Émilem Borelem. Po návratu do Polska založil Biometrickou laboratoř v Nenckiho ústavu experimentální biologie ve Varšavě (Instytut Biologii Doświadczalnej im. Marcelego Nenckiego PAN). Vyvinul zde mj. statistickou metodu pro testování léků. V roce 1938 se přestěhoval do USA a na kalifornské univerzitě v Berkeley pak pracoval po zbytek svého života. Vedl zde 39 doktorandů. V roce 1966 mu byla udělena Guyova medaile Královské statistické společnosti a o tři roky později americká Národní medaile za vědu.